# Lasioglossum reenenicum
Lasioglossum reenenicum är en biart som först beskrevs av Cockerell 1941.  Lasioglossum reenenicum ingår i släktet smalbin, och familjen vägbin. Inga underarter finns listade i Catalogue of Life.